# Ямагути, Ёситада
Ёситада Ямагути (яп. 山口 芳忠 Ямагути Ёситада, род. 28 сентября 1944, Фудзиэда, Сидзуока) — японский футболист и тренер.

## Клубная карьера
На протяжении своей футбольной карьеры выступал за клуб «Хитачи», где начал свою игровую карьеру сразу после окончания Университета Чуо в 1967 году. В составе клуба в 1972 году выиграл национальный чемпионат и Кубок Императора. В 1975 году завершил игровую карьеру после того, как команда вновь одержала победу в финале Кубка Императора. В чемпионате Ямагути провел 121 матч и забил 15 мячей. На протяжении семи лет он попадал в символическую сборную лиги (1968-1974). 

## Карьера в сборной
В октябре 1964 года Ямагути был вызван в сборную Японии на Олимпийские игры в Токио. Он дебютировал во встрече с Аргентиной и провел все матчи на турнире. Через четыре года он также был вызван в национальную команду на Летние Олимпийские игры 1968 года в Мехико. На этом турнире сборная Японии завоевала бронзовые медали, а Ямагути внес ощутимый вклад, сыграв пять матчей. Также он участвовал в Азиатских играх 1966 и 1970 годов. Всего он провел 49 матчей за национальную команду.

## Тренерская карьера
После окончания игровой карьеры Ямагути стал главным тренером олимпийской сборной Японии. Команда участвовала в квалификации на Летние Олимпийские игры 1992, но в финальный турнир пробиться не смогла. После этого Ямагути ушел в отставку. В 1993 году он вернулся в «Касива Рейсол» и руководил клубом на протяжении одного сезона.
В 2007 году Ямагути был введен в Зал славы японского футбола.

## Достижения

### Командные
«Хитачи»
- Чемпион Первого дивизиона Японской футбольной лиги: 1972
- Обладатель Кубка Императора: 1972, 1975

### Международные
Сборная Японии
- Олимпийских игр: 1968

### Личные
- Символическая сборная Японской футбольной лиги: 1968, 1969, 1970, 1971, 1972, 1973, 1974
- Зал славы японского футбола

## Статистика

### В клубе
| Сезон | Клуб   | Лига                         | Матчи | Голы |
| ----- | ------ | ---------------------------- | ----- | ---- |
| 1967  | Хитачи | Чемпионат Японии. Дивизион 1 | 14    | 1    |
| 1968  | Хитачи | Чемпионат Японии. Дивизион 1 | 14    | 2    |
| 1969  | Хитачи | Чемпионат Японии. Дивизион 1 | 13    | 3    |
| 1970  | Хитачи | Чемпионат Японии. Дивизион 1 | 14    | 2    |
| 1971  | Хитачи | Чемпионат Японии. Дивизион 1 | 8     | 1    |
| 1972  | Хитачи | Чемпионат Японии. Дивизион 1 | 14    | 2    |
| 1973  | Хитачи | Чемпионат Японии. Дивизион 1 | 16    | 3    |
| 1974  | Хитачи | Чемпионат Японии. Дивизион 1 | 16    | 1    |
| 1975  | Хитачи | Чемпионат Японии. Дивизион 1 | 12    | 0    |
| Итого | Итого  | Итого                        | 121   | 15   |

### В сборной
| Сборная Японии | Сборная Японии | Сборная Японии |
| Год            | Матчи          | Голы           |
| -------------- | -------------- | -------------- |
| 1964           | 1              | 0              |
| 1965           | 4              | 0              |
| 1966           | 7              | 0              |
| 1967           | 4              | 0              |
| 1968           | 3              | 0              |
| 1969           | 4              | 0              |
| 1970           | 12             | 0              |
| 1971           | 6              | 0              |
| 1972           | 5              | 0              |
| 1973           | 3              | 0              |
| Итого          | 49             | 0              |